# Loathe (banda)
Loathe es una banda inglesa de metalcore de Liverpool, Inglaterra. Formado en 2014, el grupo está formado por el vocalista Kadeem France, el guitarrista y segundo vocalista Erik Bickerstaffe, el guitarrista Connor Sweeney, el baterista Sean Radcliffe y el bajista Feisal El-Khazragi.
Están firmados con SharpTone Records y han lanzado dos EPs y dos álbumes de estudio. "Prepare Consume Proceed" fue lanzado en 2015 y fue reeditado en 2016 a través de SharpTone Records como el primer lanzamiento del sello. Lanzaron su álbum debut de estudio, The Cold Sun, en 2017, luego un EP dividido grabado con su compañero de sello Holding Absence titulado This Is As One en 2018. Loathe lanzó su segundo álbum de estudio I Let It In and It Took Everything el 7 de febrero de 2020.
Las obras de la banda a menudo se clasifican dentro del género metalcore con elementos experimentales. Loathe ha sido nominada a los Heavy Metal Awards a la mejor banda revelación del Reino Unido y a la mejor banda nueva de los Metal Hammer Golden Gods Awards en 2018. En una encuesta de 2020 de la revista Revolver, fueron votados como la tercera banda contemporánea con más probabilidades de irrumpir en la corriente principal.

## Historia

### Formación y EP "Prepare Consume Proceed" (2011-2016)
Los miembros fundadores de la banda, incluyendo el exalumno de Rainhill High School Erik Bickerstaffe, se conocían entre sí de diferentes proyectos musicales con los que estaban involucrados, como Our Imbalance, desde antes de la formación de la banda, pero comenzaron a trabajar juntos como una nueva banda alrededor de 2011-2012 cuando sus otros proyectos llegaron a su fin, esta banda llegaría a ser conocida como Loathe en 2014. En 2015, actuaron en el Deadbolt Festival el 8 de agosto, y en otoño de ese mismo año lanzaron su primer EP titulado "Prepare Consume Proceed" de forma independiente. La banda inicialmente mantuvo sus nombres anónimos, utilizando nombres artísticos (DRK, DRT, SNK, MWL y NIL) además de no revelar su origen. Kadeem France fue el único cuyo nombre artístico fue revelado (DRK) ya que es el vocalista principal, y fue identificado por una máscara profética de importancia desconocida, que fue utilizada como la obra de arte del álbum para su EP. el 22 de noviembre, la banda apoyó a la banda de metal Empires Fade durante su show en Mánchester.
Pasando a junio de 2016, la banda haría una gira como acto de apoyo para Oceans Ate Alaska durante su gira por el Reino Unido. El 8 de julio del mismo año, su EP fue reeditado a través de SharpTone Records como el primer lanzamiento de los sellos desde su concepción un mes antes, y fue acompañado con un video musical para una nueva canción exclusiva de la reedición, "In Death", que contó con Francia usando su máscara. Bickerstaffe explicó que la banda fue descubierta por la discográfica poco después de su lanzamiento independiente de su primer video musical para Shoel/In Death, y después de su diálogo inicial e intercambio de ideas, la banda y los directores de sellos "hicieron clic" y se asociaron. El EP recibió críticas positivas, Kerrang! La revista elogió el estilo djent pesado del álbum y la "atmósfera sintiosa", pero criticó la imagen de terror de la banda, los nombres artísticos y la máscara de Francia como "alguna película de terror ganga-bin", dando al álbum 3K's de 5.
A medida que la carrera de la banda progresaba, los miembros decidieron que el uso de nombres en clave y la máscara era innecesario, citando que sólo querían ser ellos mismos al interpretar su música y señalaron a ghost y slipknot y sus influencias para iniciar ese truco en primer lugar. Bickerstaffe más tarde admitiría que su uso de máscaras y nombres en clave era "... desvergonzadamente tomando ideas de otras bandas.", abandonándolas como un medio para distinguirse a sí mismas. También a principios de julio la banda actuó en el Tech-Fest, más tarde en el mismo mes que hicieron una gira como el acto de apoyo para la banda de metal Carcer City en todo el Reino Unido, y el 25 de septiembre, la banda actuó en Ozzfest se encuentra con Knotfest California en el escenario Nuclear Blast.

### The Cold Sun y This Is As One Split EP (2017-2018)

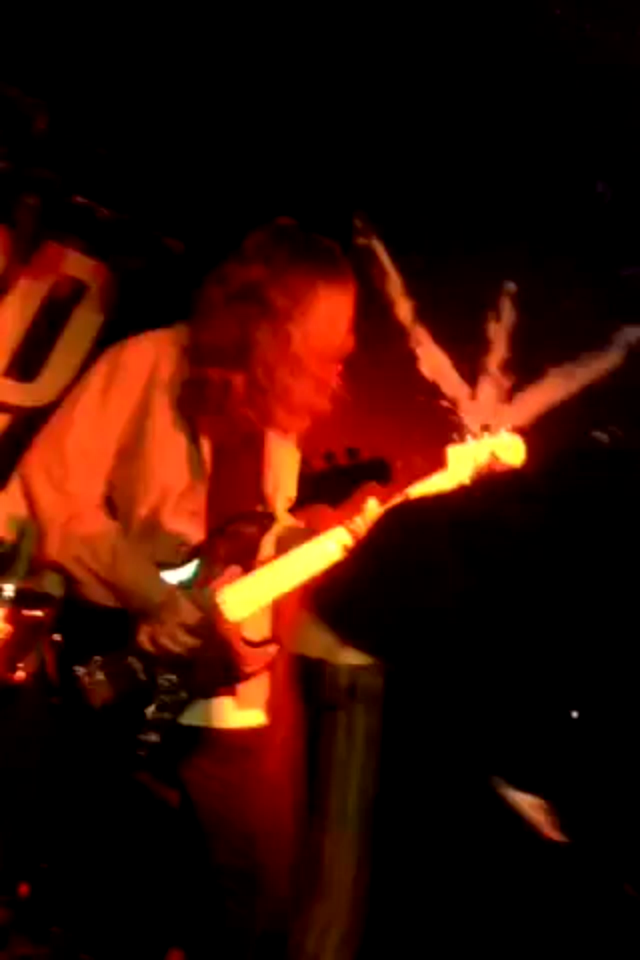
El exmiembro Shayne Smith en vivo en The Key Club, Leeds en 2017

Inicialmente, la banda estaba planeada para comenzar 2017 como un acto de apoyo para Emmure durante su gira por el Reino Unido en enero, sin embargo debido a retrasos imprevistos en la producción del álbum de Emmure, la gira fue cancelada. En abril, la banda realizó una gira de apoyo a Blood Youth y en mayo la banda también actuó en el espectáculo de calentamiento de Londres para Hellfest. Unos meses más tarde, lanzaron su álbum debut de estudio, titulado "The Cold Sun" el 2 de junio de 2017. El álbum fue producido por Matt McClellan y fue grabado en The Dark Studios en Atlanta, Georgia. Del 23 de agosto al 5 de septiembre, la banda encabezó una gira en el Reino Unido con la banda de metal Harbinger, siguiendo con tres fechas más del 6 al 8 con la banda de metal Lotus Eater, y más tarde a lo largo de octubre y noviembre, la banda fue el acto de apoyo para Bury Tomorrow durante su gira "Stage Invasion" en el Reino Unido. Uno de sus últimos espectáculos del año se realizó en binfest 2017 a finales de noviembre.
A partir de 2018, la banda lanzó un EP dividido con la banda de metal conocida como Holding Absence, otra banda firmada con SharpTone Records, el 8 de febrero. En marzo hicieron una gira como co-cabeza de cartel con Holding Absence with Modern Error como un acto de apoyo, junto con la banda de metal de apoyo God complex durante un show en Leeds, la banda fue nominada para su primer premio, que fue Metal Hammer Golden Gods Award a la mejor banda nueva de 2018, y en abril también fueron nominados a los Heavy Metal Awards mejor banda revelación del Reino Unido , este último de los cuales la banda actuó en la ceremonia de anuncios del premio en Mánchester. La banda actuó en los festivales Slam Dunk y Teddy Rocks en mayo, y en junio el bajista de la banda Shayne Smith anunció que después de actuar en download festival, se apartará de la banda para seguir una carrera como tatuador, con su papel siendo ocupado por el ex guitarrista de Holding Absence Feisal El-Khazragi. A principios de julio la banda actuó en el Tech-Fest 2018, y más tarde ese mismo mes la banda actuó en el festival trees 2000. En septiembre, fueron la banda de apoyo para Sikth durante su gira por el Reino Unido "Riddles of Humanity", junto con el apoyo también de Of Mice &Men en su mini-gira en el Reino Unido en noviembre. En diciembre, la banda apoyó a la banda de metal Palm Reader en Londres.
En cuanto al lanzamiento de música futura, Bickerstaffe declaró que realistamente un nuevo álbum será lanzado en 2019 y que han estado escribiendo nuevas canciones, afirmando que en algún momento podrían reclusor en algún lugar para centrarse solemnemente en hacer música, aunque ha admitido que no está seguro de si el próximo álbum sería un EP o un lanzamiento completo de estudio todavía. En octubre de 2018, Bickerstaffe comentó que la banda había planeado 12 nuevas canciones para el álbum, Mientras tanto también ha estado ocupado produciendo música para otros actos de metal, uno de esos lanzamientos fue el EP "Created Sick" de la banda de Merseyside God Complex con quien hicieron una gira a principios del mismo año, mientras tanto el vocalista Kadeem France colaboró con la banda de metal Of Legions en su sencillo "Vision of Misery".

### I Let It In and It Took EverythingyThe Things They Believe(2019-2024)
A finales de abril y principios de mayo, Loathe apoyó a Hollywood Undead en el tramo de su gira por el Reino Unido, asistió al Two Thousand Trees Festival en julio y asistió tanto al Radar Festival como a los Heavy Metal Music Awards en agosto. Loathe lanzó un EP titulado "Gored/New Face In The Dark" con los dos nuevos sencillos el 20 de septiembre de 2019, junto con un video musical para Gored con uno para New Faces In The Dark que se lanzará el 10 de octubre. El 29 de noviembre, la banda lanzó una nueva canción titulada Aggressive Evolution, junto con el anuncio de su nuevo álbum titulado I Let It in and It Took Everything y estaba previsto que se lanzara el 7 de febrero de 2020. En diciembre, la banda realizó una gira de apoyo a Stray from the Path durante su gira europea, junto con The Devil Wears Prada y Gideon.
El 10 de enero de 2020, la banda lanzó Two-Way Mirror, acompañado de un video musical. La banda lanzó la canción "Screaming" un día antes del lanzamiento de su segundo álbum el 6 de febrero en previsión del lanzamiento, que coincidió con su gira uk headlining, donde fueron apoyados por las bandas The Well Runs Red, Phoxjaw y God Complex. Tras el lanzamiento de los álbumes, Bickerstaffe expresó que la nueva familia de temas "... ofrece una nueva perspectiva e identidad para Loathe". En junio, la banda participó en el virtual Download Festival.
El 22 de enero de 2021, la banda anunció que lanzaría un nuevo álbum llamado The Things They Believe el 7 de febrero de 2021, exactamente un año hasta la fecha desde el lanzamiento de I Let It In And It Took Everything. Cuenta con colaboraciones con el saxofonista de The 1975 John Waugh, el guitarrista de Parting Gift Peter Vybiral y Vincent Weight.
El 6 de enero de 2022, la banda lanzó una nueva canción titulada "Dimorphous Display", seguida de una regrabación de su canción "Is It Really You" con Sleep Token. El 17 de agosto, Loathe anunció la cancelación de su gira para centrarse en la composición y grabación de su cuarto álbum de estudio.

### Próximo material (2024-presente)
En diciembre de 2024, se anunció que Loathe sería telonero de Spiritbox en su gira norteamericana de Tsunami Sea, junto con Dying Wish y Gel. En un episodio del podcast 78 Amped, subido el 14 de diciembre de 2024, France y Bickerstaffe confirmaron que el cuarto álbum de estudio de la banda ya se había grabado y que su lanzamiento estaba previsto para 2025. En el primer concierto de la gira en Dallas, Loathe abrió el set con una nueva canción, incluida en el repertorio como "???". La canción se lanzó posteriormente como sencillo bajo el título "Gifted Every Strength" el 2 de mayo de 2025, con un comunicado de prensa que afirmaba que el sencillo "marca el comienzo de una nueva era para Loathe".

## Discografía
Álbumes de estudio
- The Cold Sun  (2017)
- I Let It In and It Took Everything (2020)
- The Things They Believe (2021)